# Kostelec (Ralská pahorkatina)
Kostelec (434 m n. m.) je vrch v okrese Česká Lípa Libereckého kraje v CHKO Kokořínsko-Máchův kraj. Leží asi 2 km ssv. od vsi Obrok, na katastrálním území vsi Tuhanec.

## Geomorfologické zařazení
Vrch náleží do celku Ralská pahorkatina, podcelku Dokeská pahorkatina, okrsku Polomené hory, podokrsku Vlhošťská vrchovina a Kostelecké části.

## Přístup
Automobilem se dá nejblíže dojet do Obroku. Po plošině, blízko vrcholu, prochází zelená turistická značka spojující vrch Čap s přírodní památkou Husa. Západním úpatím, Kravím dolem, vede modrá a východně na další plošině červená značka.